# Pleurothallis semiscabra
Pleurothallis semiscabra är en orkidéart som beskrevs av John Lindley. Pleurothallis semiscabra ingår i släktet Pleurothallis och familjen orkidéer. Inga underarter finns listade i Catalogue of Life.